# Heinz Assmann (Kapitän)
Heinz Georg Assmann, auch Aßmann (* 15. August 1904 in Stendal; † 15. Oktober 1954 in Hamburg) war ein deutscher Marineoffizier und Politiker (CDU, Hamburg-Block).

## Leben
Assmann, ein Neffe des späteren Vizeadmirals Kurt Aßmann, trat 1922 in die Reichsmarine ein, wurde Berufssoldat und begann eine Offizierslaufbahn. 1926 wurde er zum Leutnant zur See befördert. 1931 war er als Oberleutnant zur See (Beförderung am 1. Juli 1928) als Flaggleutnant beim Befehlshaber der Aufklärungsstreitkräfte. 1934 wurde er zum Kapitänleutnant befördert. Im Anschluss war er zunächst als Referent im Reichswehrministerium, danach an der Marineakademie tätig. 1938 erfolgte seine Beförderung zum Korvettenkapitän und er wurde Admiralstabsoffizier im Marinegruppenkommando Ost, was er bis November 1939 blieb. Er wechselte als Referent in die Operationsabteilung (1/Skl) zum Oberkommando der Marine. Später wurde er Ib der Skl. Hier blieb es bis September 1942. Anschließend wurde er als Fregattenkapitän Erster Offizier auf dem Schlachtschiff „Tirpitz“. Im Juni 1943 wurde er zum Kapitän zur See befördert.

Lagebesprechung vom 20. Juli 1944 in der Wolfsschanze; Nr. 12 Heinz Assmann

Ab September 1943 wurde er als Führungsstabsoffizier (OpM) in den Wehrmachtsführungsstab im OKW kommandiert, was er bis Kriegsende blieb. Assmann war beim Attentat auf Adolf Hitler am 20. Juli 1944 im selben Raum wie Hitler anwesend und wurde verletzt.
Nach dem Kriegsende wurde Assmann bis 1947 im Minenräumdienst eingesetzt. Hier wurde er durch die britischen Alliierten 1946 als Nachfolger von Heinrich Gerlach zum ständigen Vertreter des Chefs der deutschen Minenräumleitung und erhielt den Rang „Offizier 1. Grades“. Ende der 40er Jahre versammelte der ehemalige Kriegsmarine-Admiral Wilhelm Meisel mit Assmann den sogenannten Meisel-Kreis in Hamburg um sich. Einen losen Kreis aus Offizieren und Admiralen der ehemaligen Kriegsmarine, die sich mit einer zukünftigen deutschen Kriegsmarine befassten und in regelmäßigen Versammlungen alle Bereiche einer neuen deutschen Marine behandelten. Das Ergebnis der Arbeit des Meiselkreises war das "Bremerhavener Memorandum" mit dem Titel "Gedanken ehemaliger deutscher Soldaten zum Neuaufbau einer deutschen Wehrmacht", das im Dezember 1950 veröffentlicht wurde.
Beruflich war er in leitender Stellung beim evangelischen Hilfswerk in Hamburg beschäftigt.
Assmann betätigte sich in der Hamburger Landespolitik. Bei der Bürgerschaftswahl 1953 wurde er für die CDU in die Hamburgische Bürgerschaft gewählt, der er als Mitglied des Hamburg-Blocks bis zu seiner Mandatsniederlegung am 3. März 1954 angehörte.